# Rhyacophila praemorsa
Rhyacophila praemorsa là một loài Trichoptera trong họ Rhyacophilidae. Chúng phân bố ở miền Cổ bắc.